# Georg Busolt

Georg Busolt

Georg Busolt (* 13. November 1850 auf Gut Kepurren bei Insterburg; † 2. September 1920 in Göttingen) war ein deutscher Althistoriker.

## Leben
Georg Busolt, der Sohn des ostpreußischen Gutsbesitzers Julius Adolf Busolt (1818–1900), besuchte das Gymnasium in Insterburg und studierte Geschichte und Philosophie an der Universität Königsberg. 1874 erhielt er für seine Dissertation Grundzüge der Erkenntnißtheorie und Metaphysik Spinozas, mit der er im folgenden Jahr promoviert wurde, den Kant-Preis. Anschließend wechselte er in die Alte Geschichte: Nach einer Studienreise durch Italien und Griechenland habilitierte Busolt sich 1878 in Königsberg mit einer Arbeit über Sparta und wurde zum Privatdozenten ernannt.
Seine erste Professur erhielt Busolt bereits 1879: Er folgte Christian August Volquardsen als Professor für Alte Geschichte an der Christian-Albrechts-Universität zu Kiel. Da dies Busolts erster Ruf war, war er, wie in Preußen damals üblich, zunächst außerordentlicher und dann ab 1881 ordentlicher Professor.
Nach 18 Jahren in Kiel wechselte Busolt zum Wintersemester 1897/1898 an die Georg-August-Universität Göttingen, wo er wieder Volquardsen nachfolgte, der seinerseits nach Kiel zurückkehrte. In Göttingen wirkte Busolt bis zu seinem Tod in Lehre und Forschung. 1911 ernannte ihn die preußische Regierung zum Geheimen Regierungsrat.

## Forschungen
Busolt beschäftigte sich schwerpunktmäßig mit der Geschichte des antiken Griechenlands. Dazu verfasste er eine mehrbändige Griechische Geschichte. Diese sollte bis zur Schlacht von Chaironeia 338 v. Chr. reichen, endete aber bereits mit dem Ende des Peloponnesischen Krieges. Trotz des teils überholten Forschungsstands nimmt Busolts Handbuch bis heute einen wichtigen Platz in der Fachliteratur ein, speziell für die Zeit des Peloponnesischen Kriegs, auch aufgrund des äußerst umfangreichen Anmerkungsapparats, in dem alle damals verfügbaren Quellen und die damalige Sekundärliteratur verarbeitet wurde, so dass das Werk bis heute nützlich ist.
Busolts zweites Hauptwerk ist ein Handbuch der Politik und Rechtsgeschichte des antiken Griechenland, das 1887 unter dem Titel Die griechischen Staats-, Kriegs- und Privataltertümer erstmalig erschien. Die zweite Auflage 1892 trug den abgewandelten Titel Die griechischen Staats- und Rechtsaltertümer. Die dritte Auflage wurde in Zusammenarbeit mit Heinrich Swoboda auf einen Umfang von zwei Bänden erweitert und erschien unter dem Titel Griechische Staatskunde 1920/1926 im Handbuch der Altertumswissenschaft.

## Schriften (Auswahl)
- Der zweite athenische Bund und die auf der Autonomie beruhende, hellenische Politik von der Schlacht bei Knidos bis zum Frieden des Eubulos. Teubner, Leipzig 1874.
- Die Grundzüge der Erkenntnißtheorie und Methaphysik Spinozas. Berlin 1875.
- Die Lakedaimonier und ihre Bundesgrenzen. Teubner, Leipzig 1878.
- Forschungen zur Griechischen Geschichte. Breslau 1880.
- Griechische Geschichte bis zur Schlacht bei Chaeroneia. 3 Bände in 4. Perthes, Gotha 1885–1904 (teilweise in 2. Auflage; reicht nur bis zum Ende des Peloponnesischen Krieges).
- Die griechischen Staats-, Kriegs- und Privataltertümer. Beck, Nördlingen 1887.
3. Auflage
- Griechische Staatskunde. 1. Hauptteil: Allgemeine Darstellung des griechischen Staates (= Handbuch der Altertumswissenschaft. Abteilung 4, Band 1,1). C. H. Beck, München 1920 (Digitalisat; Nachdruck 1979, ISBN 3-406-01360-0).
- mit Heinrich Swoboda:  Griechische Staatskunde. 2. Hauptteil: Darstellung einzelner Staaten und der zwischenstaatlichen Beziehungen (= Handbuch der Altertumswissenschaft. Abteilung 4, Band 1,2). C. H. Beck, München 1926 (Nachdruck 1979, ISBN 3-406-01360-0).